# 누에보스 미니스테리오스역

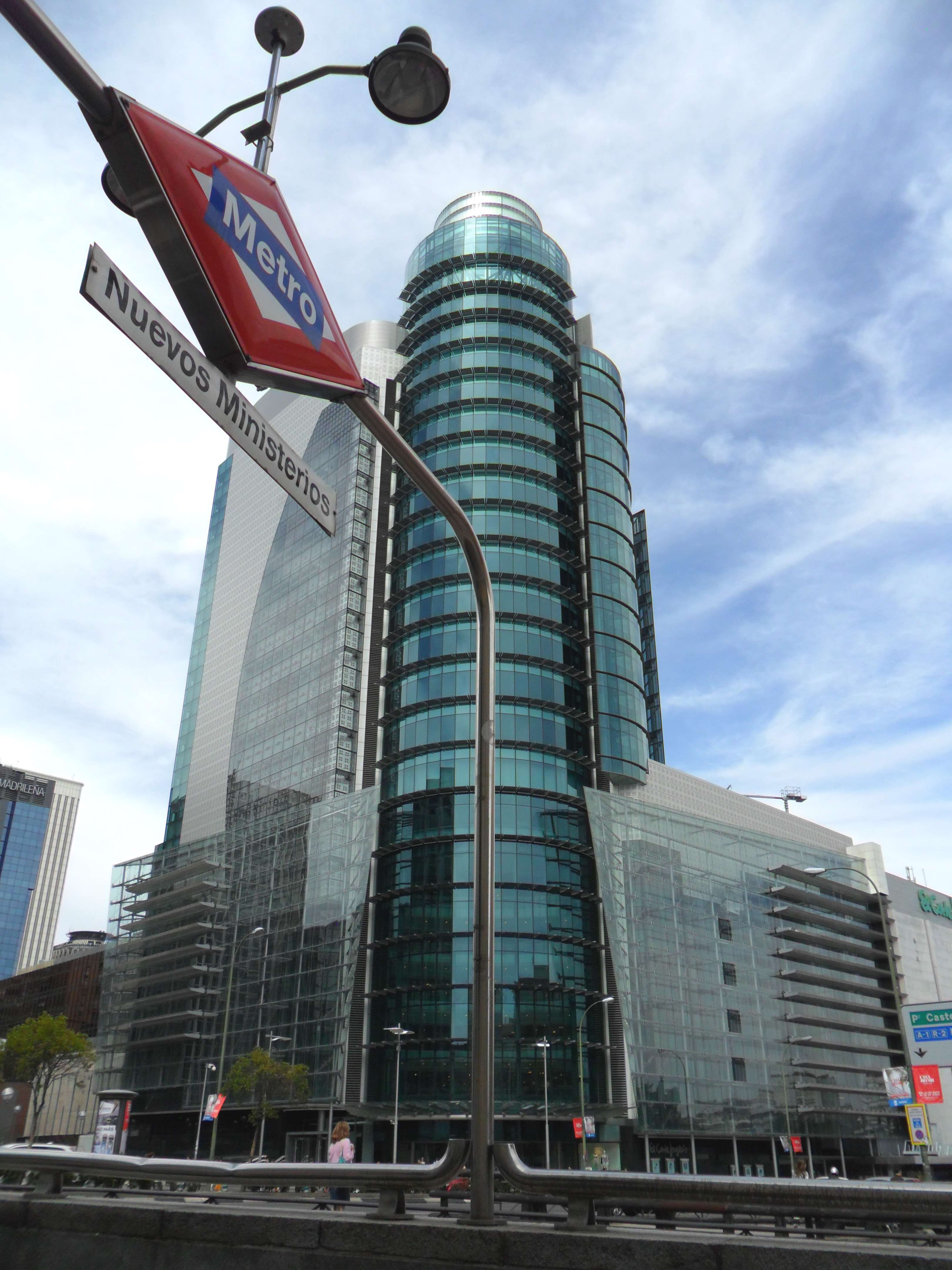
C번 출구

누에보스 미니스테리오스 역(스페인어: Nuevos Ministerios)은 마드리드 지하철과 세르카니아스 마드리드의 환승역이다. 마드리드 지하철 6호선, 8호선, 10호선과 세르카니아스 마드리드의 C1호선, C2호선, C3호선, C4호선, C7호선, C8호선, C10호선이 지난다. 8호선의 시종착역이기도 하다.
마드리드 차마르틴 구, 참베리 구, 테투안 구에 걸쳐 있는 역으로, 라 카스테야나 거리에서 호아킨 코스타 거리와 라이문도 페르난데스 비야베르데 거리가 만나는 교차로에 위치해 있다. 역 지상에는 누에보스 미니스테리오스 정부청사와 AZCA 금융센터가 자리해 있다. 마드리드 지하철의 요금구역 기준에는 A구역에 속하며, 세르카니아스 기준에는 0구역이 속한다.
지하철과 세르카니아스 사이 이동통로 대합실이 비교적 넓은 편이기 때문에 가끔씩 공연이나 이벤트가 치러지기도 한다.

## 역사
1967년 7월 18일 아토차-차마르틴 터널 개통과 함께 완공되었다. 지금은 세르카니아스 마드리드 노선이 다니는 이 터널은 차마르틴 역과 아토차 역을 잇는 장거리 노선이 다녔다. 당시 놀이공원의 탈거리처럼 재밌다는 의미에서 '라 리사 터널' (Túnel de la risa, 웃는 터널)이라 부르기도 하였다.
그로부터 12년 뒤인 1979년 10월 10일에는 마드리드 지하철 6호선의 첫번째 구간인 콰트로 카미노스-파시피코 구간이 개통되고 그중에 누에보스 미니스테리오스에 역이 하나 생기면서 본격적인 환승역이 되었다. 지하철과 세르카니아스 승강장 사이에는 지하 보도를 통해 서로 연결되어 있다.
1982년 6월 10일에는 옛 8호선의 푸엥카랄-누에보스 미니스테리오스 구간이 처음 개통되면서 두번째 지하철역 승강장이 생겼다. 1986년에는 8호선이 누에보스 미니스테리오스에서 아베니다 데 아메리카 역까지 연장되었다. 하지만 1996년부터 10호선을 구축하는 과정에서 8호선을 편입해 운행시킨다는 계획이 세워졌고 이에 따라 8호선의 운행이 중단되었다. 1998년 1월 22일에는 기존 8호선의 구간을 편입한 10호선이 새로 개통되어 북쪽의 푸엥카랄부터 남쪽의 알루체까지 잇게 되었다.
2001년에는 10호선의 선로를 협궤에서 광궤로 교체하는 작업이 시작되면서 잠시 영업을 중단했다. 같은해에는 마드리드 도심과 아돌포 수아레스 마드리드-바라하스 공항과의 교통편 확충을 위해 새로운 8호선을 누에보스 미니스테리오스까지 연장하는 공사가 시작되었고, 이듬해 2002년에 개통되었다. 2002년부터 2006년까지는 누에보스 미니스테리오스 역에서 미리 항공편 체크를 하고 공항행 열차에 오르는 서비스가 이뤄지기도 하였는데 결과적으로는 보안 문제로 서비스를 중단하였다.
2008년 7월 9일에는 아토차-차마르틴을 잇는 두번째 터널이 완공되면서 세르카니아스 승강장이 여섯 개로 증가하였다. 2011년에는 세르카니아스 C1호선이 아에로푸에르토 T4 역 (공항 제4터미널역)까지 운행을 개시하면서 공항까지 가는 철도편이 두 가지로 증가하게 되었다.

## 환승 정보
역 주변에 시내버스 정류장이 다섯 곳 있다.
버스
- 시내버스
  - 7, 14, 27, 40, 126, 147, 150, C1, C2번 노선 (주간)
  - N22, N24번 노선 (야간)

지하철
| 마드리드 지하철                            | 마드리드 지하철        | 마드리드 지하철                    |
| ------------------------------------------ | ---------------------- | ---------------------------------- |
| 레푸블리카 아르헨티나 순환선               | 마드리드 지하철 6호선  | 아베니다 데 아메리카 순환선        |
| 시·종착역                                  | 마드리드 지하철 8호선  | 콜롬비아 아에로푸에르토 T4         |
| 산티아고 베르나베우 오스피탈 인판타 소피아 | 마드리드 지하철 10호선 | 그레고리오 마라뇬 푸에르타 델 수르 |

세르카니아스
| 세르카니아스 마드리드                 | 세르카니아스 마드리드 | 세르카니아스 마드리드          |
| ------------------------------------- | --------------------- | ------------------------------ |
| 차마르틴 아에로푸에르토 T4            | C1                    | 레콜레토스 프린시페 피오       |
| 차마르틴                              | C2                    | 레콜레토스 과달라하라          |
| 차마르틴 엘 에스코리알                | C3                    | 솔 아랑후에스                  |
| 차마르틴 알코벤다스 / 콜메나르 비에호 | C4                    | 솔 파를라                      |
| 차마르틴 푸엔테 데 라 모라            | C7                    | 레콜레토스 알칼라 데 에나레스  |
| 차마르틴 엘 에스코리알 / 세고비아     | C8                    | 레콜레토스 아토차-세르카니아스 |
| 차마르틴 아에로푸에르토 T4            | C10                   | 레콜레토스 비얄바              |